# Brasilien i olympiska vinterspelen 2006
Brasilien deltog med 9 deltagare vid de olympiska vinterspelen 2006 i Turin. Ingen av landets deltagare erövrade någon medalj.